# Jean-Pierre Marielle
Jean-Pierre Marielle (Párizs, 1932. április 12. – Saint-Cloud, 2019. április 24.) francia színész.

## Filmjei
- Banánhéj (Peau de banane) (1963)
- Robbantsunk bankot! (Faites sauter la banque!) (1964)
- Nyugodj meg, kedves! (Relaxe-toi chérie) (1964)
- Az aranycsempész (Échappement libre) (1964)
- Tökéletes úriember (Un monsieur de compagnie) (1964)
- Két nap az élet (Week-end à Zuydcoote) (1964)
- Hamis pénz (Monnaie de singe) (1966)
- Kedves csirkefogó (Tendre voyou) (1966)
- Minden nő bolondul érte (Toutes folles de lui) (1967)
- Elbűvölő szélhámos (L'homme à la Buick) (1968)
- Ördögöt a farkánál (Le diable par la queue) (1969)
- Quarante-huit heures d'amour (1969)
- Les femmes (1969)
- Marie szeszélyei (Les caprices de Marie) (1970)
- Egy válás meglepetései (Les mariés de l'an deux) (1971, hang)
- Látszólag ok nélkül (Sans mobile apparent) (1971)
- 4 légy a szürke bársonyon (4 mosche di velluto grigio) (197x)
- Dráma a tengerparton (Dupont Lajoie) (1975)
- Kezdődjék hát az ünnep! (Que la fête commence...) (1975)
- Hajtóvadászat (La traque) (1975)
- Mindent megmutatunk (On aura tout vu) (1976)
- Fuss utánam, hogy elkapjalak (Cours après moi... que je t'attrape) (1976)
- Lidércnyomás (L'imprécateur) (1977)
- Beszélj csak, érdekelsz! (Cause toujours... tu m'intéresses!) (1979)
- Talpig olajban (Pétrole! Pétrole!) (1981)
- Nagytakarítás (Coup de torchon) (1981)
- Még a házasság előtt (Jamais avant le mariage) (1982)
- A gazdagság lólába (Signes extérieurs de richesse) (1983)
- Szabad szívek (Les capricieux) (1984, tv-film)
- Elrejtett érzelmek (L'amour en douce) (1985)
- Montreali bankrablás (Hold-Up) (1985)
- Estélyi ruha (Tenue de soirée) (1986)
- Néhány nap velem (Quelques jours avec moi) (1988)
- Uranus (1990)
- Minden reggel (Tous les matins du monde) (1991)
- Mesterfogás (Max & Jeremie) (1992)
- Ipi-apacs egy, kettő, három... (Un, deux, trois, soleil) (1993)
- Yvonne illata (Le parfum d’Yvonne) (1994)
- Le sourire (1994)
- A nagyhercegek (Les grands ducs) (1996)
- Színészek (Les acteurs) (2000)
- A gyémánt fülbevaló (Madame De...) (2001, tv-film)
- A kis Lili (La petite Lili) (2003)
- Atomcirkusz (xx Atomik Circus - Le retour de James Bataille) (2004)
- Fakó lelkek (Les âmes grises) (2005)
- A Da Vinci-kód (The Da Vinci Code) (2006)
- A titokzatos birtok (Le grand Meaulnes) (2006)
- Festői titkok (Ce que mes yeux ont vu) (2007)
- Micmacs – (N)Agyban megy a kavarás (Micmacs à tire-larigot) (2009)
- Az esküvői torta (Pièce montée) (2010)
- A csodacsapat (Les seigneurs) (2012)
- Szex, szerelem, terápia (Tu veux... ou tu veux pas?) (2014)
- Ne zavarjatok! (Une heure de tranquillité) (2014)
- Fantomfiú (Phantom Boy) (2015, hang)

## További információ
- Jean-Pierre Marielle a PORT.hu-n (magyarul)
- Jean-Pierre Marielle az Internetes Szinkronadatbázisban (magyarul)
- Jean-Pierre Marielle az Internet Movie Database-ben (angolul)
- Jean-Pierre Marielle a Rotten Tomatoeson (angolul)
- Jean-Pierre Marielle az AlloCiné weboldalán (franciául)
- Jean-Pierre Marielle Profile. famousfix.com. (Hozzáférés: 2023. február 22.)